# 扭曲烷
扭曲烷（英語：Twistane），又称异三环癸烷，是一种有机化合物，化学式为C10H16。它是一种环烷烃，也是金刚烷最简单的同分异构体。与金刚烷类似，其挥发性不强。扭曲烷的名称来源于其結構被强行扭曲成环己烷构象（俗稱“扭船型”）。該化合物由Whitlock於1962年首次發現。

## 合成
扭曲烷已经有多种合成路线。1962年最初的方法是基于双环[2.2.2]辛烷框架。1967年发表的一篇文章涉及顺式萘烷二酮的分子内羟醛缩合反应。篮烷催化加氢可以制得扭曲烷。

## 对称性
扭曲烷的唯一对称操作是旋转，其存在3个二重轴。因此，扭曲烷的点群为D2。尽管扭曲烷有四个立构中心，但是它只存在两种对映异构体。这是因为其沿着自身C2对称轴对称。

## 聚扭曲烷
聚扭曲烷是一種假想的稠合扭曲烷單元聚合物，有待實際合成。